# Daniel Luque
Pour les articles homonymes, voir Luque.
Daniel Ruffo Luque est un matador espagnol né le 21 novembre 1989 à Gerena (Espagne, province de Séville) et classé depuis 2007 à l'escalafón.
En 2009, à Nîmes, lors de la dernière corrida du cycle des Vendanges, il coupe 2 oreilles et la queue au dernier taureau de Valdefresno et invente une nouvelle passe : la Luquesina (série de passes avec changements de main derrière le dos, épée laissée plantée dans le sol),.

## Carrière
- Débuts en novillada avec picadors : Cortes de la Frontera (province de Malaga) le 19 mars 2005, aux côtés de Roque Garijo et Javier Bernal. Toros de la ganadería de Soto de la Fuente. Daniel coupe quatre oreilles et deux queues.
- Présentation à Madrid : 23 juillet 2006, aux côtés de Emilio de Justo et Salvador Fuentes. Toros de la ganadería de Buenavista.
- Alternative : Nîmes (Gard) le 24 mai 2007. Parrain « El Juli », témoin Sébastien Castella, toros de la ganadería de El Pilar. 1 oreille + 1 oreille.
- Confirmation à Madrid : le 5 juin 2008. Parrain Javier Conde, témoin José Tomas. Silence + ovation.
- En 2010, 6e de l'escalafón derrière El Fandi, il a toréé 60 corridas, coupé 84 oreilles et 2 queues.